# Ludwik Napoleon Dębicki
Ludwik Napoleon Dębicki (ur. 1807 w Grzymałkowie k. Kielc, zm. 27 marca 1836 w Goliad) – polski wojskowy.

## Życiorys
Urodzony w rodzinie ziemiańskiej. Oficer WP, uczestnik powstania listopadowego; po jego upadku internowany przez Austriaków i osadzony w twierdzy w Trieście. W 1834 r. na mocy porozumienia cesarza Franciszka I i prezydenta USA Andrew Jacksona, wraz z 235 powstańcami deportowany do USA. W 1836 r. zaciągnął się do oddziałów teksańskich dowodzonych przez płk. Jamesa Walkera Fannina. Razem z tym dowódcą i artylerzystami polskiego pochodzenia Dębicki bronił fortu Goliad. Nie mogąc liczyć na odsiecz siły Fannina poddały się oblegającym je Meksykanom. Wojska meksykańskie nie dotrzymały warunków kapitulacji, na jakich poddała się teksańska załoga Fannina. Jeńców przetrzymywano w nieludzkich warunkach. Dębicki był wśród tych, którzy dostali się do niewoli i 27 marca, w wyniku bezpośredniego rozkazu głównodowodzącego armii meksykańskiej gen. Antonio Lopeza de Santa Anna, wraz z większością towarzyszy został rozstrzelany. Obrońców Goliad pochowano w zbiorowej, anonimowej mogile.
Mocą decyzji kongresu Republiki Teksasu z 21 grudnia 1837 r. wszystkim weteranom wojny z Meksykiem oraz spadkobiercom poległych przyznano nadania ziemskie. Działki przyznane spadkobiercom L. N. Dębickiego - łącznie 4938 akrów ziemi (ok. 20 km kw.) w widłach rzek Red i Wichita, na których kilkadziesiąt lat później odkryto pokłady ropy naftowej.
Spadek po L. N. Dębickim był i jest przedmiotem zainteresowania licznych spadkobierców, lub osób podających się za takowych. Szacuje się, że może chodzić nawet o kilkaset osób. Próby odzyskania pieniędzy podejmowane przed II wojną światową zintensyfikowały się w okresie PRL. Sprawa ewentualnych roszczeń przewijała się w prasie fachowej (m.in. w gazecie "Prawo i Życie").
Obecnie wartość spadku powiększona odsetki według różnych danych wynosi od 10 do 40 mld dolarów.
W styczniu 2007 nakładem wydawnictwa Supernowa ukazała się powieść Grzegorza Mathei pt. "Spadek" której akcja oparta jest na historii Ludwika Napoleona Dębickiego.
Nazwisko L. N. Dębickiego figuruje też w spisie żołnierzy Fannina na stronie Uniwersytetu A&M w College Stationw Teksasie, oraz na witrynie Texas State Historical Association
Postać Dębickiego (pod błędnym imieniem Michał) przywołuje również Jarosław Wojtczak w monografii "Alamo - San Jacinto 1836" (wyd. Bellona, 1996, s. 185).